# ريتشارد إتش برايس
ريتشارد إتش برايس (بالإنجليزية: Richard H. Price)‏ هو فيزيائي أمريكي، ولد في 1 مارس 1943 في نيويورك في الولايات المتحدة.